# Fed Cup 2014 Wereldgroep I
De Fed Cup 2014 Wereldgroep I is het hoogste niveau van de Fed Cup 2014.

## Deelnemers
Acht landen namen deel aan Wereldgroep I:
| geplaatst | geplaatst | geplaatst | ongeplaatst (geloot) | ongeplaatst (geloot)                                                             |
| nr.       | land      | speelsters | land                 | speelsters                                                                       |
| --------- | --------- | --- | -------------------- | -------------------------------------------------------------------------------- |
| 1.        | Italië    | Nastassja Burnett Sara Errani Camila Giorgi Karin Knapp Alice Matteucci                                             | Verenigde Staten     | Lauren Davis Madison Keys Christina McHale Alison Riske                          |
| 2.        | Rusland   | Irina Chromatsjova Viktorija Kan Veronika Koedermetova Valerija Solovjeva                                           | Australië            | Ashleigh Barty Casey Dellacqua Samantha Stosur                                   |
| 3.        | Tsjechië  | Andrea Hlaváčková Lucie Hradecká Petra Kvitová Lucie Šafářová Barbora Záhlavová-Strýcová Klára Zakopalová/Koukalová | Spanje               | Sílvia Soler Espinosa Carla Suárez Navarro María Teresa Torró Flor               |
| 4.        | Slowakije | Jana Čepelová Dominika Cibulková Daniela Hantuchová Magdaléna Rybáriková                                            | Duitsland            | Julia Görges Anna-Lena Grönefeld Angelique Kerber Sabine Lisicki Andrea Petković |

## Reglement
Het ITF Fed Cup comité bepaalt welke vier landen geplaatst worden. De winnaar van vorig jaar wordt het eerste reekshoofd; de finaleverliezer het tweede. Het derde en het vierde reekshoofd worden vastgesteld aan de hand van de ITF Fed Cup Nations Ranking. De tegenstanders van de geplaatste landen worden door loting bepaald. Welk land thuis speelt, hangt af van hun vorige ontmoeting (om de andere), dan wel wordt door loting bepaald als zij niet eerder tegen elkaar speelden. Een landenwedstrijd bestaat uit (maximaal) vijf "rubbers": vier enkelspelpartijen en een dubbelspelpartij. Het land dat drie "rubbers" wint, is de winnaar van de landenwedstrijd.
De vier landen die in de eerste ronde winnen, strijden via een halve finale en de finale om de titel.
De vier landen die in de eerste ronde verliezen, krijgen een kans om zich te behoeden voor degradatie naar Wereldgroep II. Zij doen dat door deel te nemen aan de Wereldgroep I play-offs.

## Toernooischema
|  | eerste ronde 8, 9 en 10 februari | eerste ronde 8, 9 en 10 februari |                           |   | halve finale 19 en 20 april | halve finale 19 en 20 april |  |  | finale 8 en 9 november | finale 8 en 9 november |
|  |                                  |                                  |                           |   |                             |                             |  |  |                        |                        |
|  |                                  |                                  |                           |   |                             |                             |  |  |                        |                        |
|  | Sevilla, gravel buiten           |                                  |                           |   |                             |                             |  |  |                        |                        |
|  |                                  |                                  |                           |   |                             |                             |  |  |                        |                        |
|  | Spanje                           | 2                                |                           |   |                             |                             |  |  |                        |                        |
|  | Spanje                           | 2                                | Ostrava, hardcourt binnen |   |                             |                             |  |  |                        |                        |
|  | Tsjechië (3)                     | 3                                |                           |   |                             |                             |  |  |                        |                        |
|  | Tsjechië (3)                     | 3                                | Tsjechië (3)              | 4 |                             |                             |  |  |                        |                        |
|  | Cleveland, hardcourt binnen      |                                  | Tsjechië (3)              | 4 |                             |                             |  |  |                        |                        |
|  |                                  | Italië (1)                       | 0                         |   |                             |                             |  |  |                        |                        |
|  | Verenigde Staten                 | Italië (1)                       | 0                         | 1 |                             |                             |  |  |                        |                        |
|  | Verenigde Staten                 |                                  | Praag, hardcourt binnen   | 1 |                             |                             |  |  |                        |                        |
|  | Italië (1)                       | 3                                |                           |   |                             |                             |  |  |                        |                        |
|  | Italië (1)                       | 3                                | Tsjechië (3)              | 3 |                             |                             |  |  |                        |                        |
|  | Hobart, hardcourt buiten         |                                  | Tsjechië (3)              | 3 |                             |                             |  |  |                        |                        |
|  |                                  | Duitsland                        | 1                         |   |                             |                             |  |  |                        |                        |
|  | Australië                        | Duitsland                        | 1                         | 4 |                             |                             |  |  |                        |                        |
|  | Australië                        | Brisbane, hardcourt buiten       |                           | 4 |                             |                             |  |  |                        |                        |
|  | Rusland (2)                      | 0                                |                           |   |                             |                             |  |  |                        |                        |
|  | Rusland (2)                      | 0                                | Australië                 | 1 |                             |                             |  |  |                        |                        |
|  | Bratislava, hardcourt binnen     |                                  | Australië                 | 1 |                             |                             |  |  |                        |                        |
|  |                                  | Duitsland                        | 3                         |   |                             |                             |  |  |                        |                        |
|  | Slowakije (4)                    | Duitsland                        | 3                         | 1 |                             |                             |  |  |                        |                        |
|  | Slowakije (4)                    |                                  |                           | 1 |                             |                             |  |  |                        |                        |
|  | Duitsland                        | 3                                |                           |   |                             |                             |  |  |                        |                        |
|  | Duitsland                        | 3                                |                           |   |                             |                             |  |  |                        |                        |

Eerstgenoemd team speelde thuis.

### Resultaat
- Het toernooi werd gewonnen door Tsjechië. In de finale tegen Duitsland won Petra Kvitová haar beide rubbers in het enkelspel.
- Australië, Duitsland, Italië en Tsjechië mogen ook het volgend jaar meedoen met Wereldgroep I.
- Rusland, Slowakije, Spanje en de Verenigde Staten gingen naar de Wereldgroep I play-offs.